# Hôtel du Cap-Eden-Roc

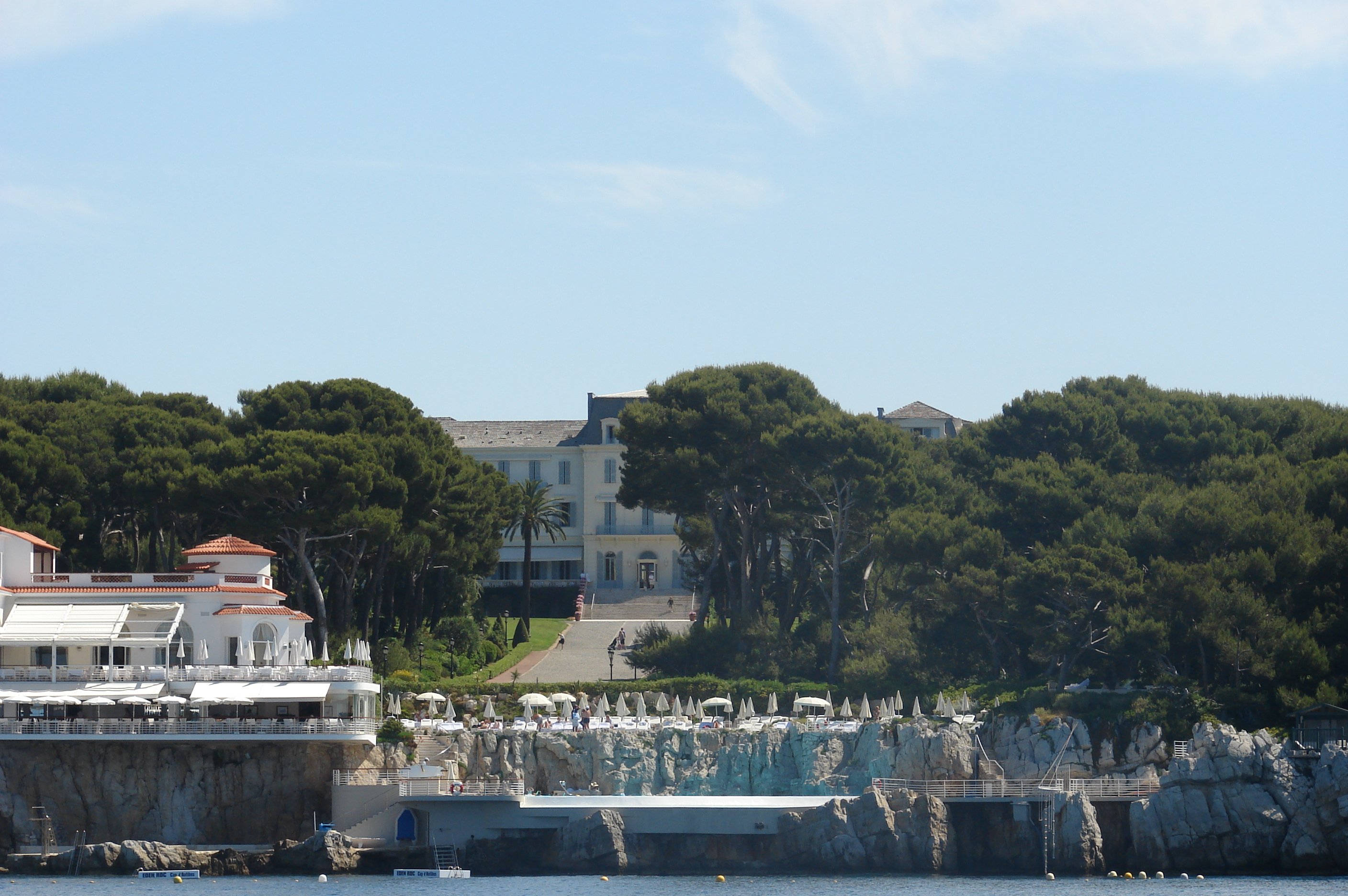
Hôtel du Cap-Eden-Roc mit Pavillon Eden Roc und Infinity Pool an der Küste des Mittelmeers

Das Hôtel du Cap-Eden-Roc ist ein Grand Hotel am Cap d’Antibes an der Côte d’Azur in Frankreich.

## Geschichte
Die „Villa Soleil“, so der ursprüngliche Name des Hauses, wurde 1863 als private Residenz und Refugium für Journalisten und Schriftsteller unter der Federführung von Hippolyte Auguste de Villemessant, des Gründers der Tageszeitung Le Figaro, fertiggestellt. Für die Baukosten in Höhe von 636.121,62 Franken (damals etwa 130.000 US-Dollar) kam ein Konsortium von lokalen französischen Geschäftsleuten und russischen Aristokraten auf, darunter die Grafen Plestcheyeff und Stroganow sowie Fürst Soltykoff. 
Im Februar 1870 öffnete das Haus seine Pforten als Hotel. Die offizielle Eröffnungsfeier fand am 26. Februar 1870 statt. Der Erfolg als Hotel wollte sich zunächst nicht einstellen. Nach mehreren Besitzerwechseln kaufte der italienische Hotelier Antoine Sella das zum Teil baufällige Hotel im Oktober 1887. Er ließ längst fällige Reparaturen und Renovationen durchführen. Im Januar 1889 öffnete das Hotel du Cap erneut seine Pforten. Dem innovativen Hotelier gelang es, die internationale High Society in sein Hotel nach Cap d’Antibes zu holen. Bekannte Gäste des Hotels waren unter anderem Ernest Hemingway, Marlene Dietrich, Pablo Picasso, Eduard VIII. und Wallis Simpson, die spätere Herzogin von Windsor, sowie F. Scott Fitzgerald, welcher das Hotel in seinem Roman Tender is the Night als „Hotel des Étrangers“ verewigte und Johannes Mario Simmel, welcher das Hotel in seinem Roman Die Antwort kennt nur der Wind erwähnt.
1914 erfolgte der Bau des Eden Roc Pavillons auf den Klippen am unteren Ende der Hauptachse der 9,1 Hektar großen Parkanlage. Gleichzeitig wurde in unmittelbarer Nähe des Pavillons ein Meerwasserschwimmbecken in den Basalt gesprengt. Seither bilden das Hotel du Cap und der Pavillon Eden Roc eine Einheit, welche sich im Namen des Hauses „Hotel du Cap-Eden-Roc“ widerspiegelt.
1969 kaufte Rudolf-August Oetker das Hotel von André Sella. Cäsar Pinnau wurde 1974 mit  Erweiterungs- u. Innenausbauten beauftragt. Das Hotel du Cap Eden Roc wird seit 2005 von Philippe Perd geführt. 2012 wurde es in die Oetker Collection (OHC), der Oetker Hotel Management integriert.
Das Schweizer Wirtschaftsmagazin Bilanz zeichnete das Hôtel du Cap-Eden-Roc 2018 als bestes Ferienhotel der Welt aus.

## Galerie

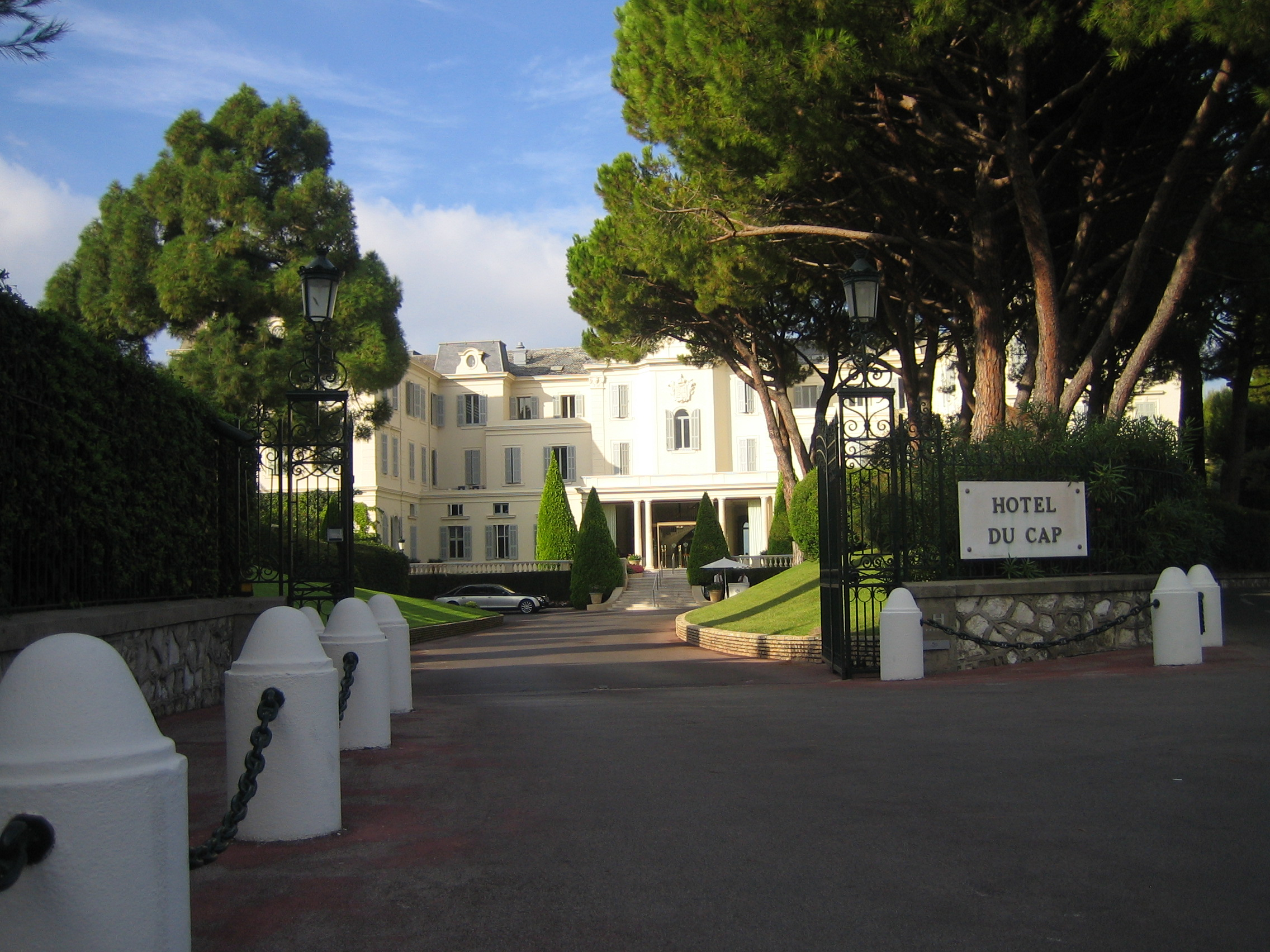
Einfahrt Hotel du Cap-Eden-Roc
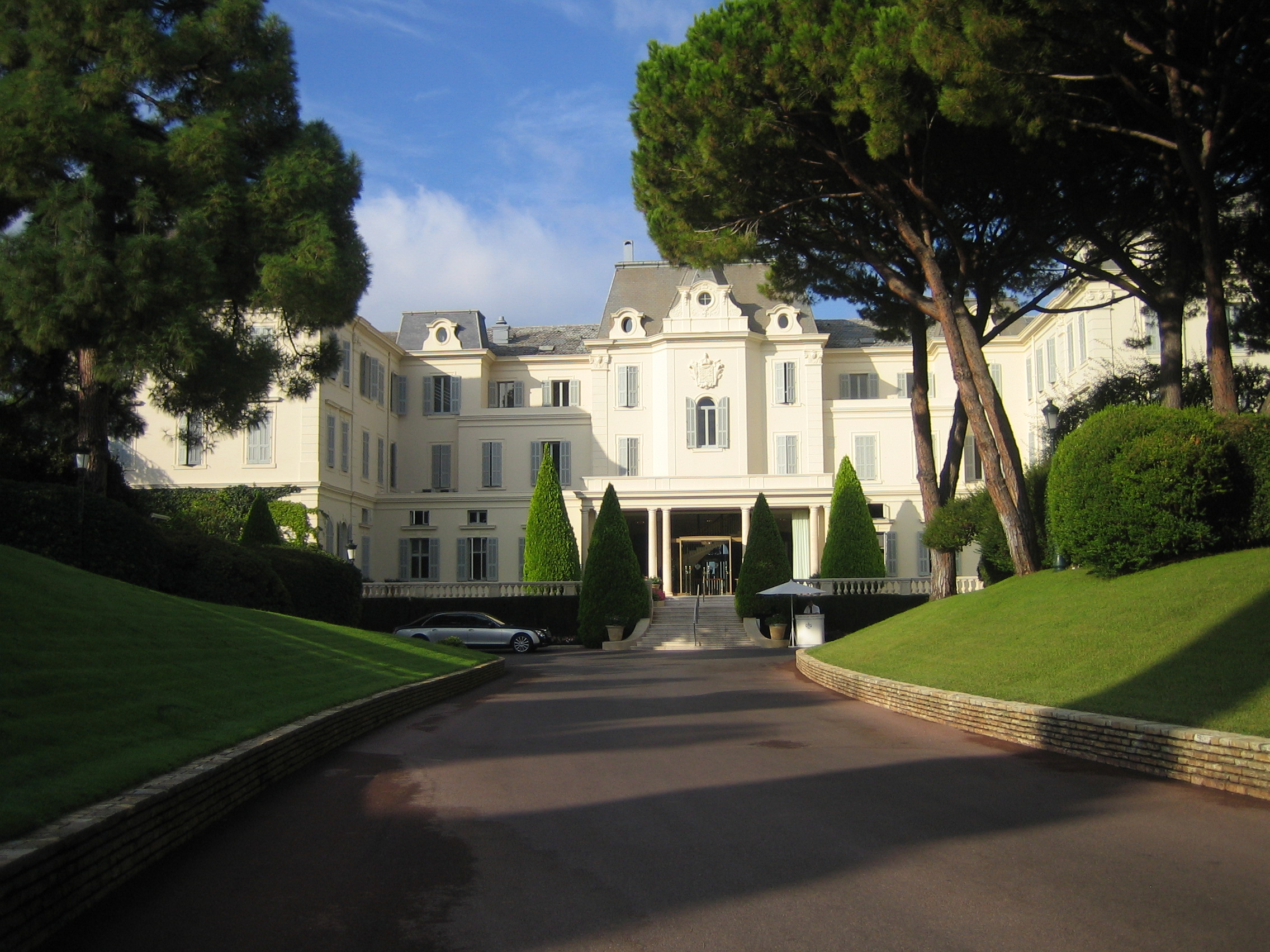
Hauptfassade des Hotel du Cap-Eden-Roc
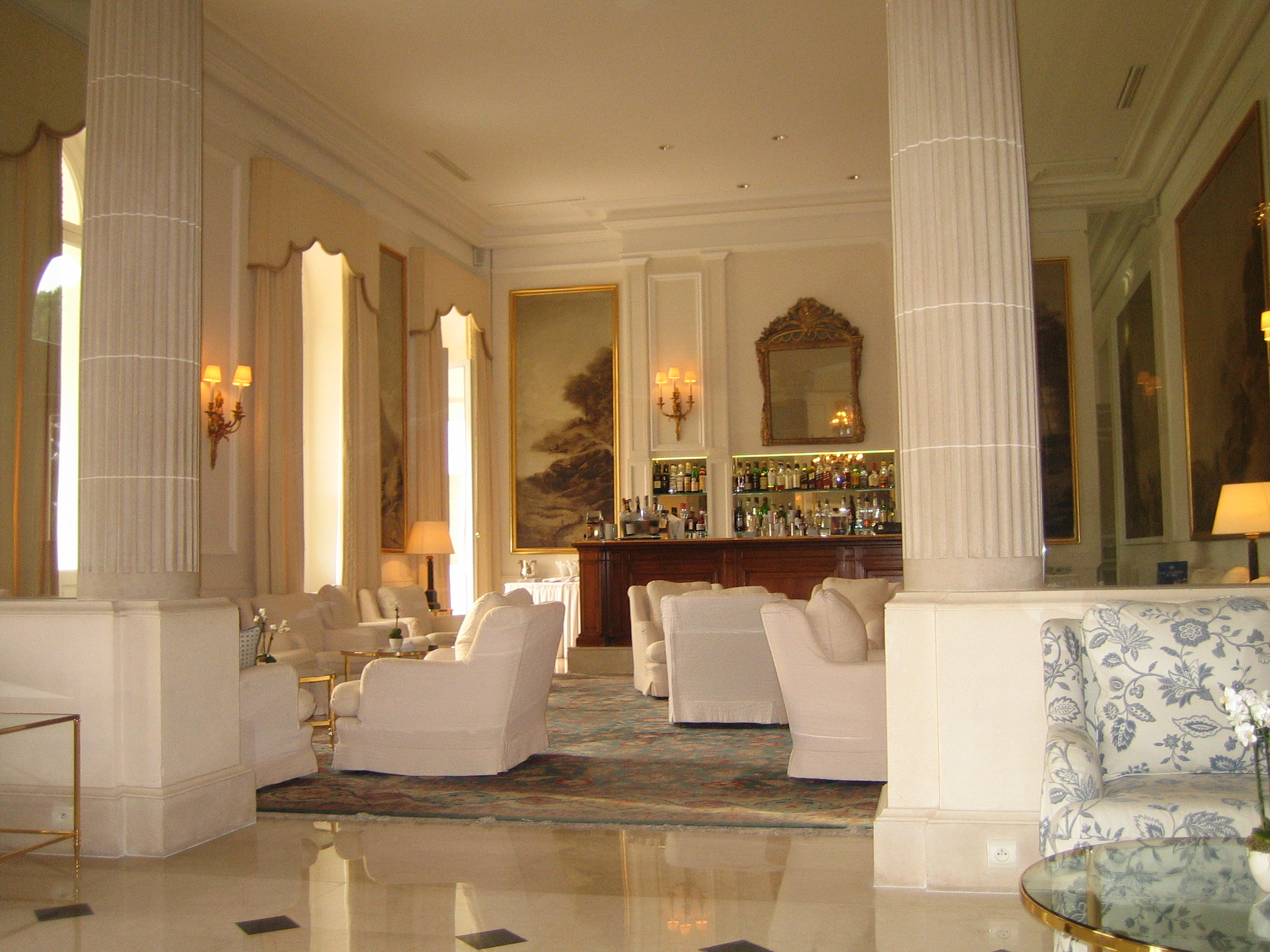
Bar des Hotel du Cap-Eden-Roc
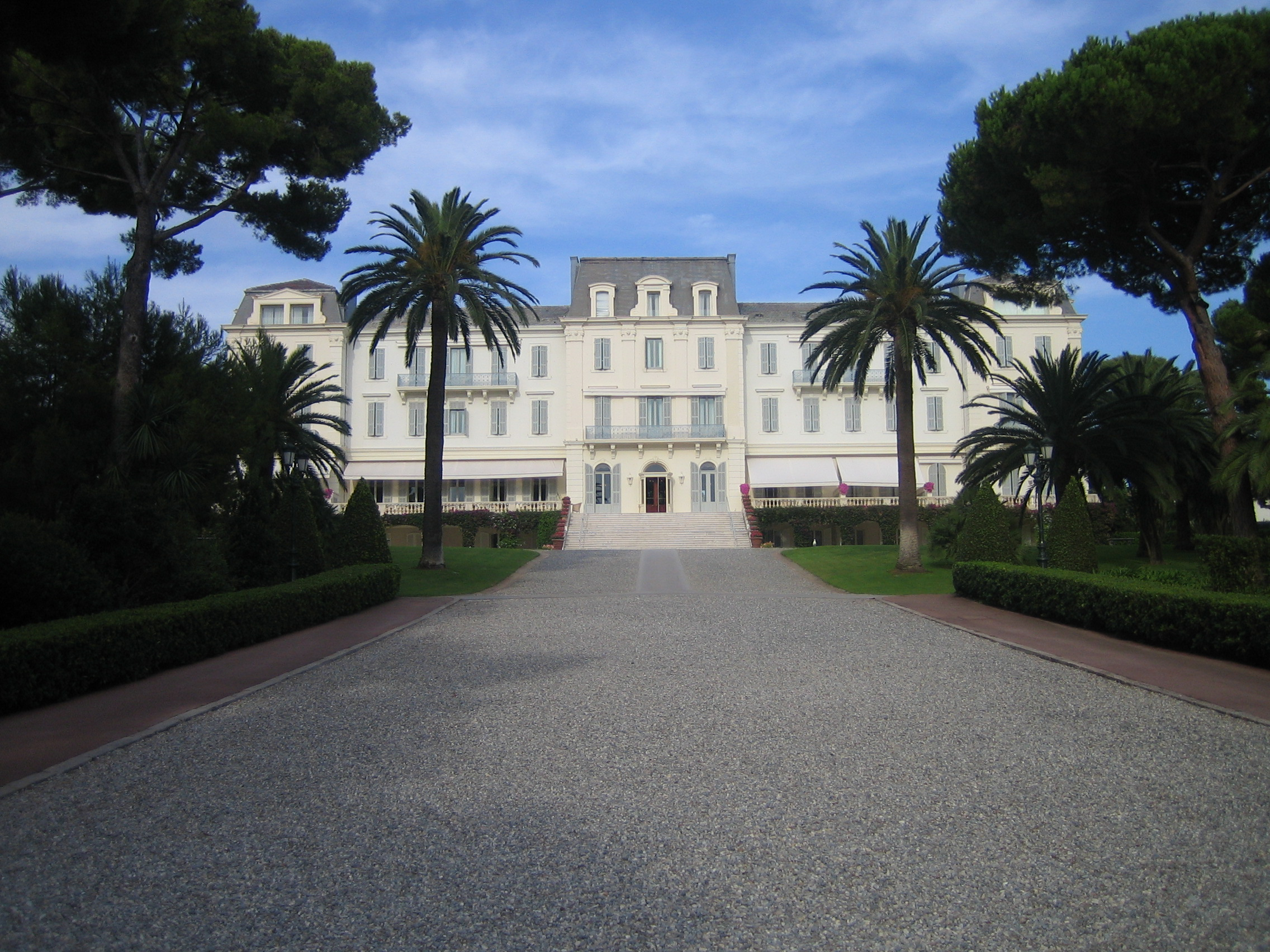
Gartenfassade des Hotel du Cap-Eden-Roc
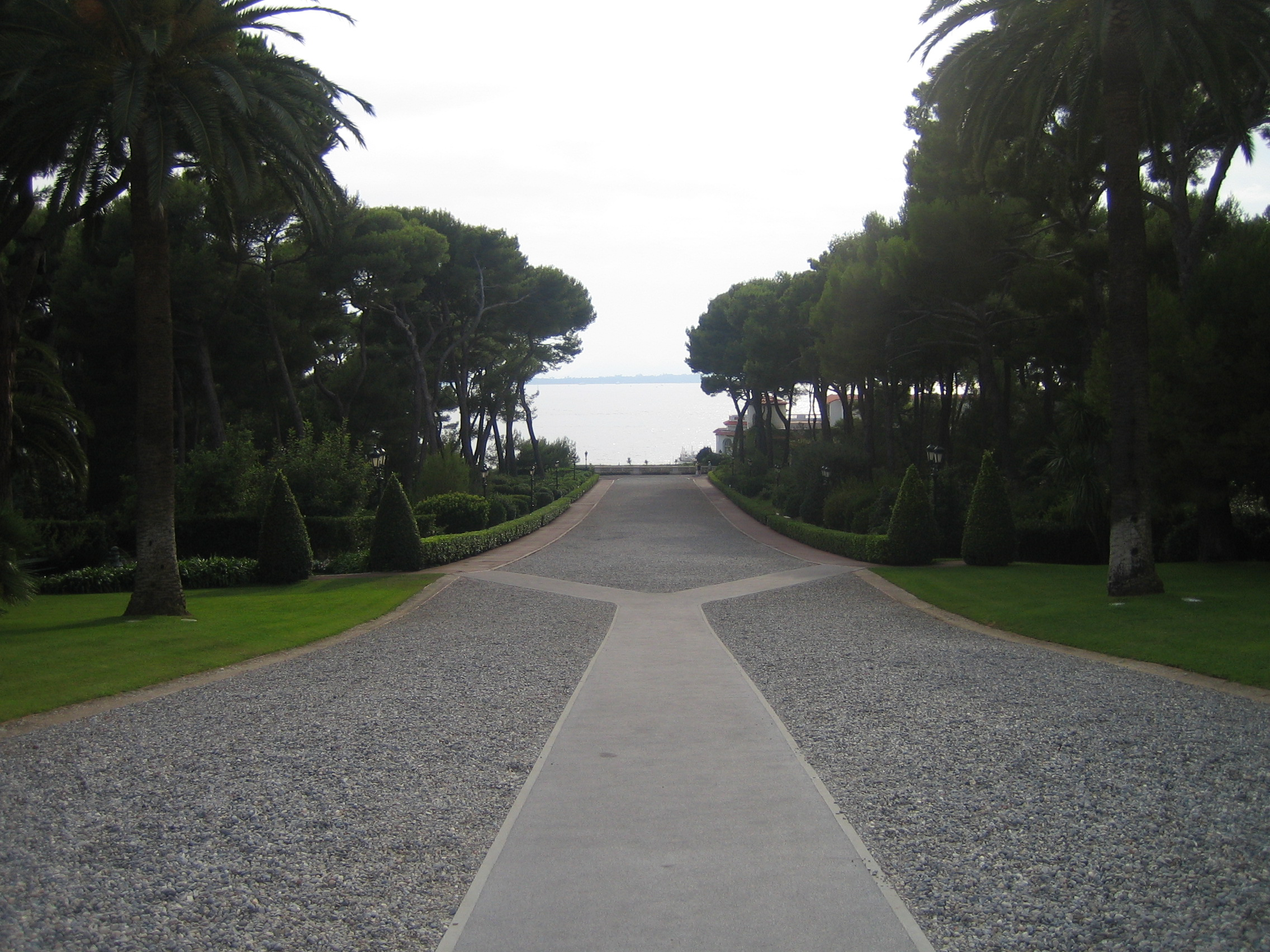
Hauptachse vom Hotel du Cap zum Pavillon Eden Roc
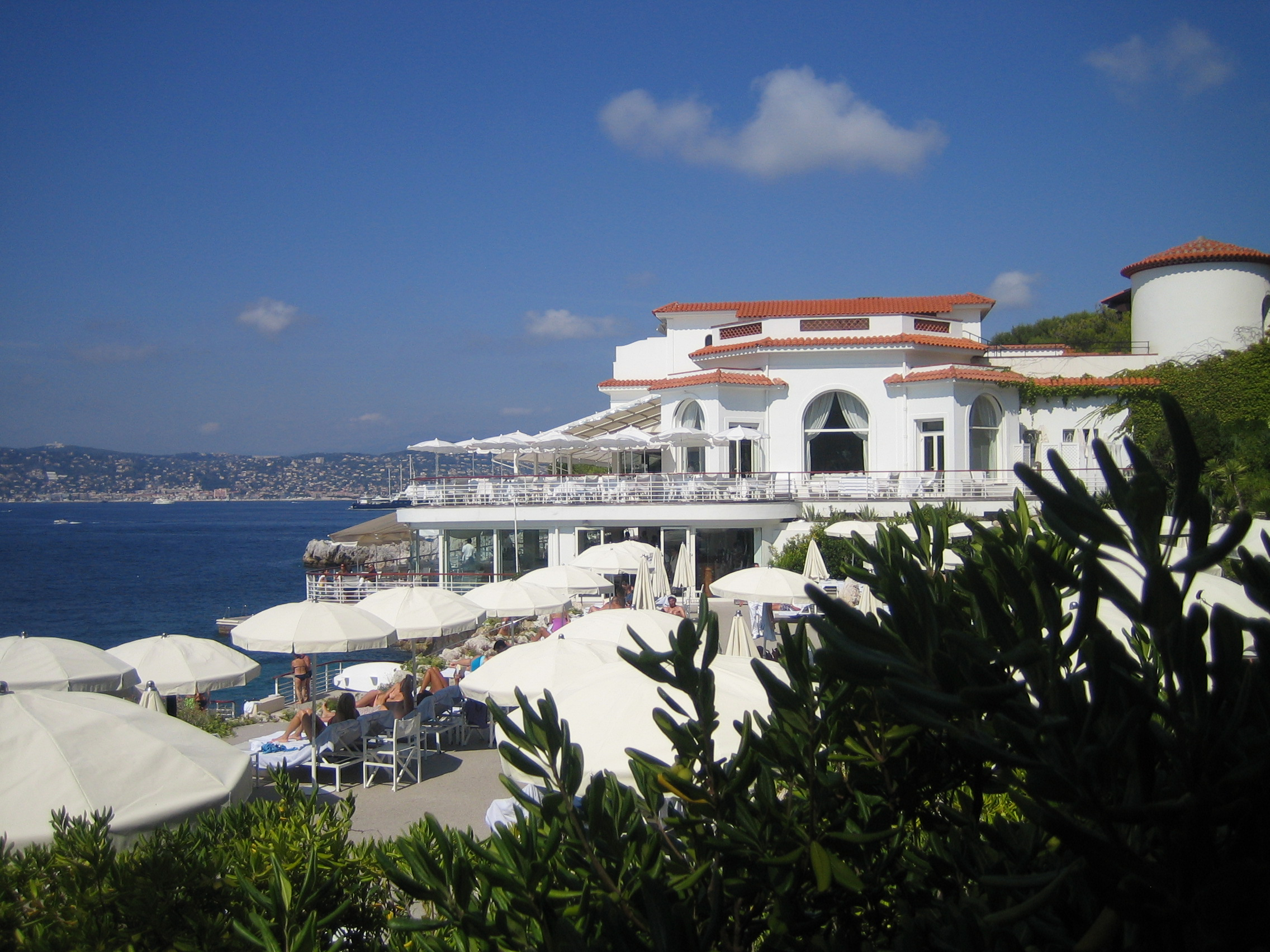
Pavillon Eden Roc
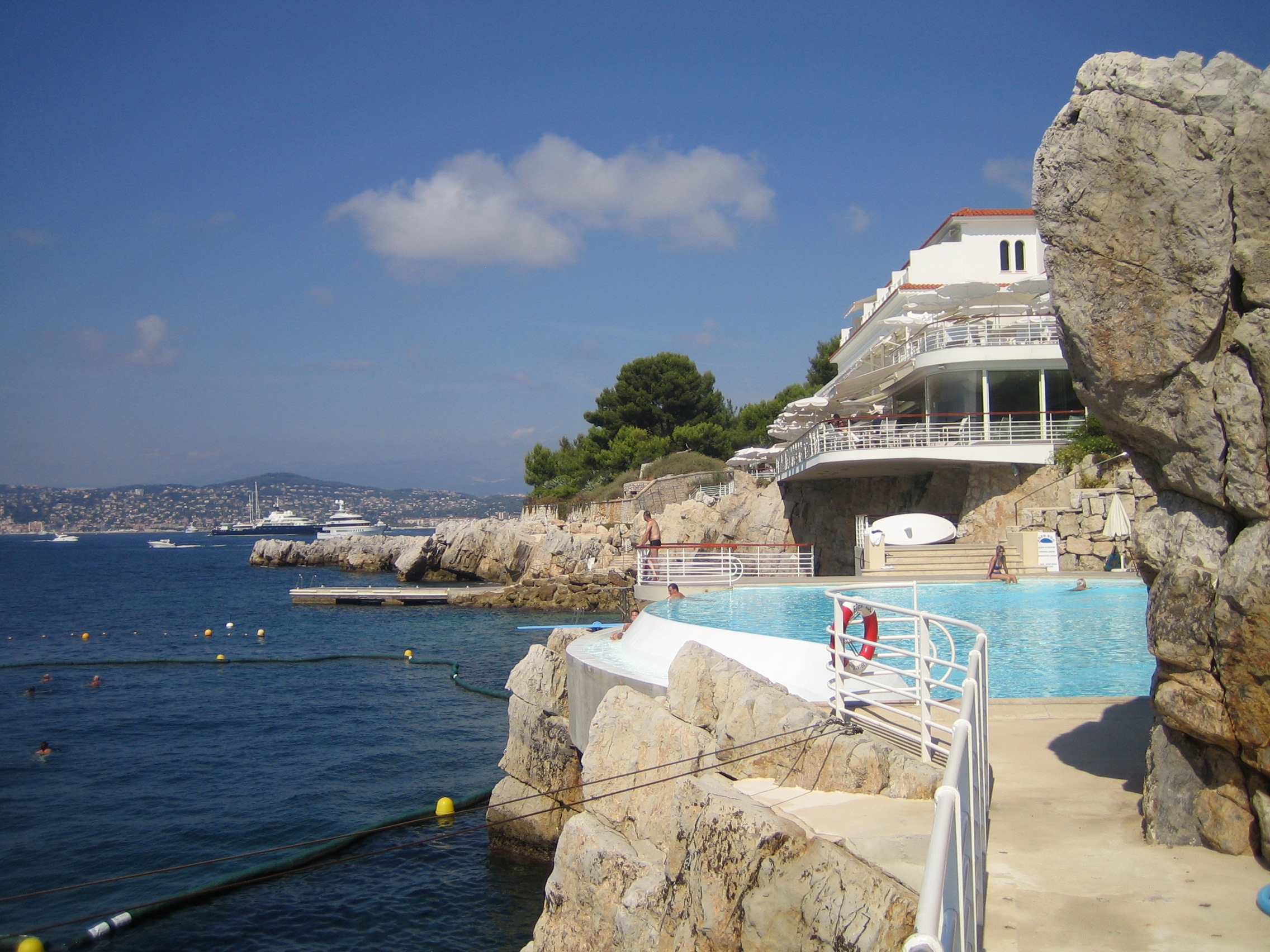
Meerwasserschwimmbecken mit Pavillon Eden Roc
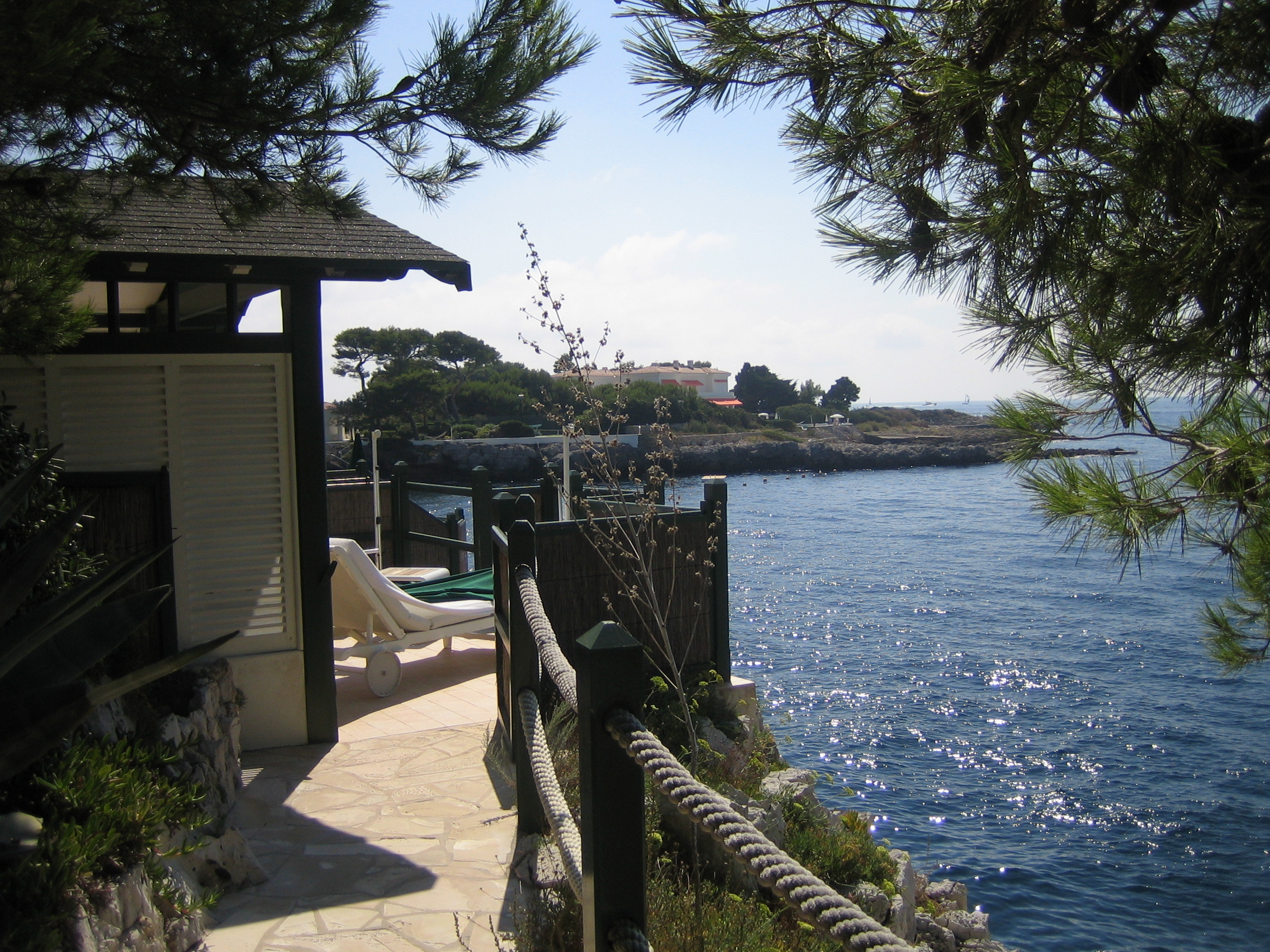
Privat-Cabana Eden Roc